# Das doppelte Pensum
Das doppelte Pensum ist eine deutsche Fernsehserie aus dem Jahr 1984 über die Doppelbelastung von Frauen in einem Berliner Pharmakonzern. Sie wurde von der Universum Film im Auftrag des SFB/Berliner Werbefunk produziert und ist einer der seltenen Versuche, den Alltag von Fabrikarbeiterinnen zum Thema einer unterhaltsamen Vorabendserie zu machen. Regie führte Detlef Rönfeldt, die Drehbücher schrieb unter dem Pseudonym „Nikolai Zink“ der damalige Leiter der Bundeszentrale für politische Bildung nach Motiven von Ingeborg Drewitz. Die Hauptrolle spielte Elke Aberle. Kameramann war Heinz Pehlke. Kurz vor der Ausstrahlung im Herbst 1984 wurde die Serie in einer Sondervorführung im Berliner Abgeordnetenhaus gezeigt.
Die Serie wurde vom 27. September 1984 bis 8. November 1984 im Vorabendprogramm der ARD erstmals ausgestrahlt und vom 8. bis 29. August 1987 auf EinsMuXx wiederholt.

## Inhalt
Im Mittelpunkt der Serie steht die in den Betriebsrat gewählte Arbeiterin Hilde Nannen (Elke Aberle). Sie will nicht nur weibliches Alibi des Betriebsrats sein, sondern wirklich etwas für ihre Kolleginnen tun, und setzt sich gegen viele Widerstände engagiert für einen Facharbeiterinnenlehrgang ein. Nach und nach lernen wir in den insgesamt sieben Episoden der Serie die unterschiedlichsten Frauen des Pharmakonzerns kennen, von den Arbeiterinnen in der Produktion bis zur Angestellten aus der Verwaltung. Sie alle haben durch die Mehrfachbelastung, denen sie als berufstätige Frauen ausgesetzt sind, vergleichbare Probleme, unabhängig vom Alter und unabhängig davon, ob sie an den Tablettenfließbändern oder im Management arbeiten: die Arbeit in der Fabrik, die Führung des Haushalts, die Auseinandersetzung mit den Männern um Rollenverständnis und Arbeitsteilung beim täglichen Kleinkram, die Sorge um Kinder und Eltern. Das alles kostet Kraft und Zeit. Es ist kein Wunder, dass Hilde Nannen mit ihren politischen Ideen, die von denen, die davon profitieren könnten, vor allem als zusätzliche Belastung empfunden werden, letztlich scheitert.
Episoden
1. Farbe Rosa
2. Warme Luft
3. Mann im Haus
4. Kleine Brötchen
5. Hausfrau und Mutter
6. Rote Tücher
7. Alte Schule

## Resonanz
Knut Hickethier schrieb in epd/Kirche und Rundfunk: „Es ist schon etwas Besonderes, dass (…) plötzlich am Fließband angelernte Arbeiterinnen eines Chemiekonzerns (…) Hauptfiguren eines Werberahmenprogramms werden. Doppeltes Pensum meint Beruf und Haushalt, meint die mehrfache Belastung, denen diese Frauen vielfach ausgesetzt sind. Es ist eine Serie, die in ihrer Figurenkonstruktion und Milieubeschreibung anknüpft an die allzu schnell abgebrochenen Versuche des Arbeiterfilms im Fernsehen der frühen siebziger Jahre, es ist eine Vorabendserie, die realistisch wie lange nicht Alltag schildert. (…) Hier werden endlich einmal neue Geschichten erzählt, nicht solche, die man so oder anders auf diesen Sendeplätzen schon tausendmal gehört und gesehen hat.“
Er fährt fort: „Was die Serie so erfreulich macht, ist, dass die Figuren nicht ausgedacht wirken, sondern glaubwürdig, lebendig, und dies, weil sie nicht als schiere Typen und soziale Stellvertreter daherkommen, sondern widersprüchlich gezeichnet sind.“
Sein Fazit: „Gewiss ist die Handlungskonstruktion in den zweimal 25 Minuten pro Folge (insgesamt sieben) manchmal etwas gewollt (…). Doch wichtiger sind die vielen Alltagsdetails, die die Serie lebendig machen, sind die oft filmischen Formen, wie zum Beispiel Stress am Arbeitsplatz über die Bewegungen oder Erstarrungen der Augen gezeigt werden. Über den von Folge zu Folge sich fortsetzenden Grundkonflikt wird auch Spannung und Interesse weiter zu sehen erzeugt: welche neuen subversiven Strategien erfindet die Betriebsrätin Hilde, was geschieht, wenn sie das Kalkül des Managements unterläuft? Zwar weiß ich schon, der Facharbeiterinnenkurs wird letztlich scheitern, doch gespannt, wie es weitergeht, bin ich trotzdem. Und das ist mir bei einer Vorabendserie lange nicht mehr passiert. Darüber lässt sich der ganze internationale Serienschrott, der sich sonst so häufig auf diesen Sendeplätzen tummelt, vergessen.“

## Produktionsnotizen
- Angeregt von Rainer Werner Fassbinders Fernsehserie Acht Stunden sind kein Tag war „Das doppelte Pensum“ eine programmpolitische Spätfolge der Serienwerkstatt, in der ARD, ZDF und die Bundeszentrale für politische Bildung zu Beginn der 1970er Jahre über Produktionsbedingungen und politische Wirkungen von Fernsehserien nachzudenken begannen.[3] Die Serie war zunächst auf sechs Episoden geplant, wurde aber während der Stoffentwicklungsphase auf sieben Episoden verlängert.
- Der Kameramann Heinz Pehlke war in den 1950er und 1960er Jahren einer der renommiertesten deutschen Kameramänner. Zu den zahlreichen Spielfilmen, die er für Kino und Fernsehen fotografierte, gehören Die Halbstarken (1954), Die Zürcher Verlobung (1957), Der Schinderhannes (1958), Heimweh nach St. Pauli (1963) und Falk Harnacks Jeder stirbt für sich allein (1962).[4]
- Nikolai Zink war das Pseudonym von Christian Longolius, der zunächst Medienreferent, später Leiter der Bundeszentrale für politische Bildung war.
- Das doppelte Pensum war ein frühes Beispiel für die Versuche des Regisseurs Detlef Rönfeldt, sperrige Geschichten aus Politik und Arbeitswelt in einer Mischung aus genauer Beobachtung, Psychothriller und Sozialdrama für ein breites Publikum spannend und effektvoll aufzubereiten, die in den 1990er Jahren mehrfach mit Fernsehpreisen belohnt wurden.